# Saale-Elster-Talbrücke
Die Saale-Elster-Talbrücke ist eine Eisenbahnüberführung der Schnellfahrstrecke Eltersdorf–Leipzig über die Saale-Elster-Aue in Sachsen-Anhalt. Sie ist mit 6465 Metern auf Platz 3 der deutschen Brücken in der Liste der längsten Brücken.
Als Besonderheit besteht eine niveaufreie Abzweigstelle auf der Brückenkonstruktion. Die Verbindungskurve zum Bahnhof Halle-Ammendorf ermöglicht direkte Zugfahrten von und nach Halle (Saale) Hbf.

## Verlauf

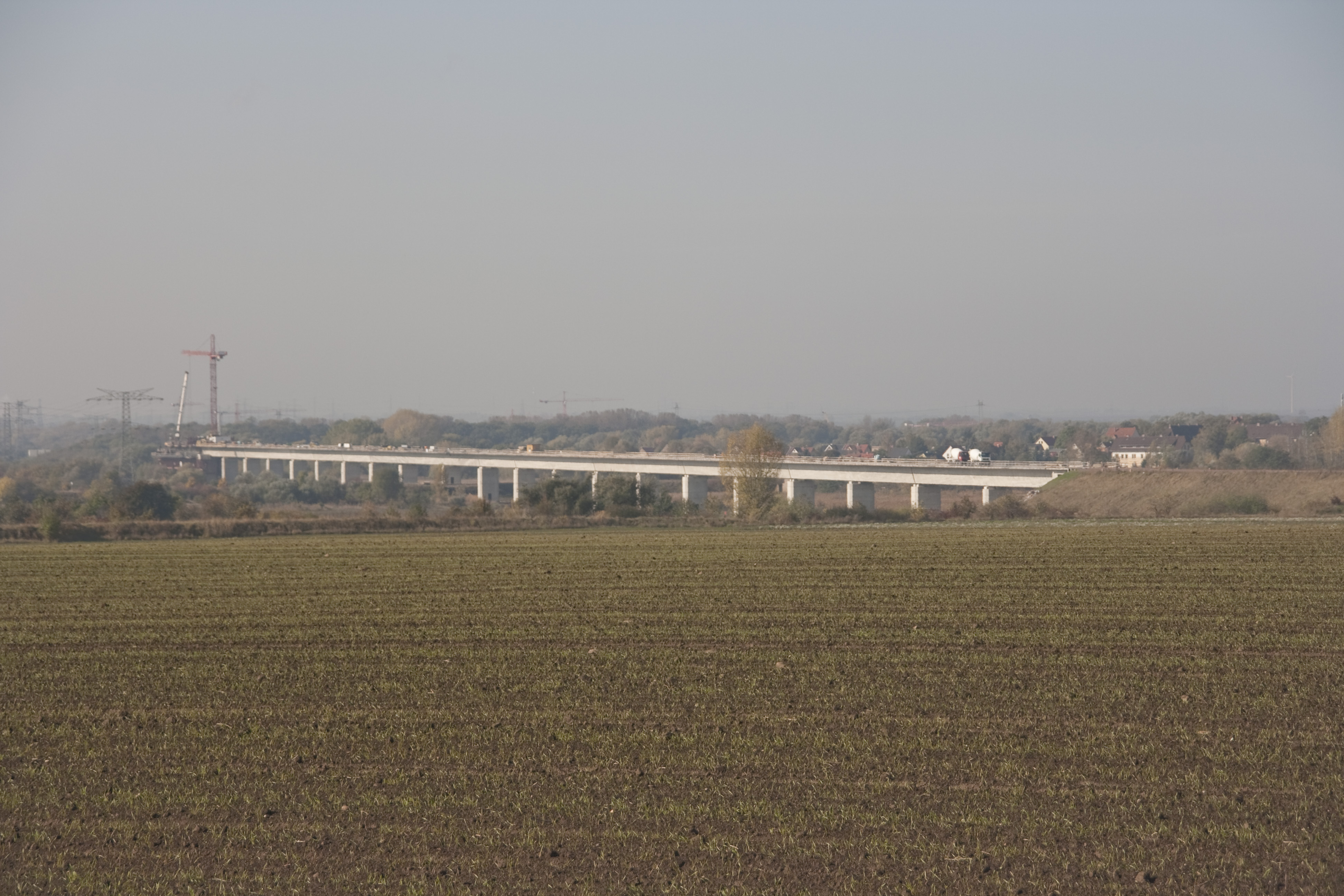
Das fertige Widerlager Ost mit Brücke nach Westen

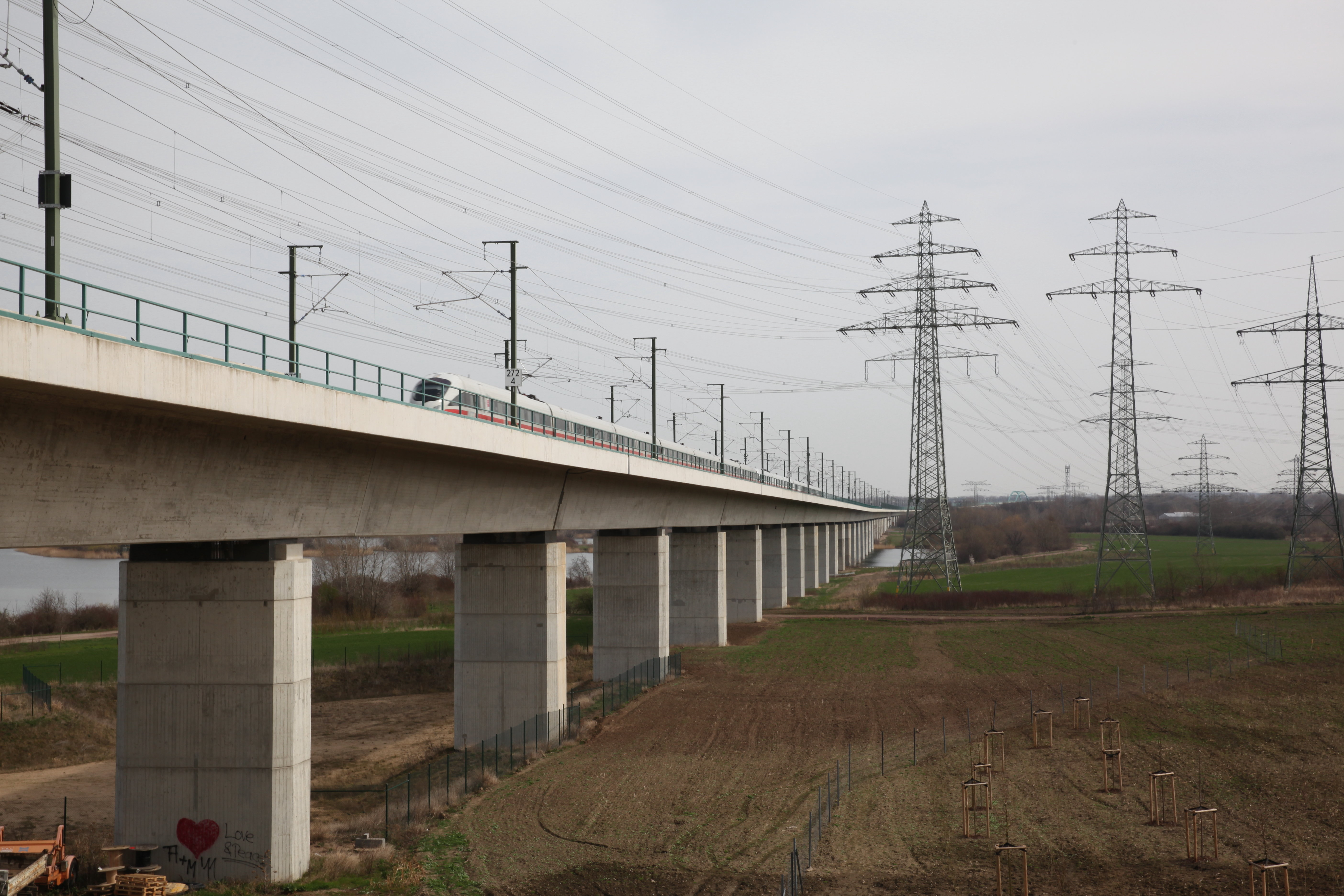
Westende der Brücke am Rattmannsdorfer See

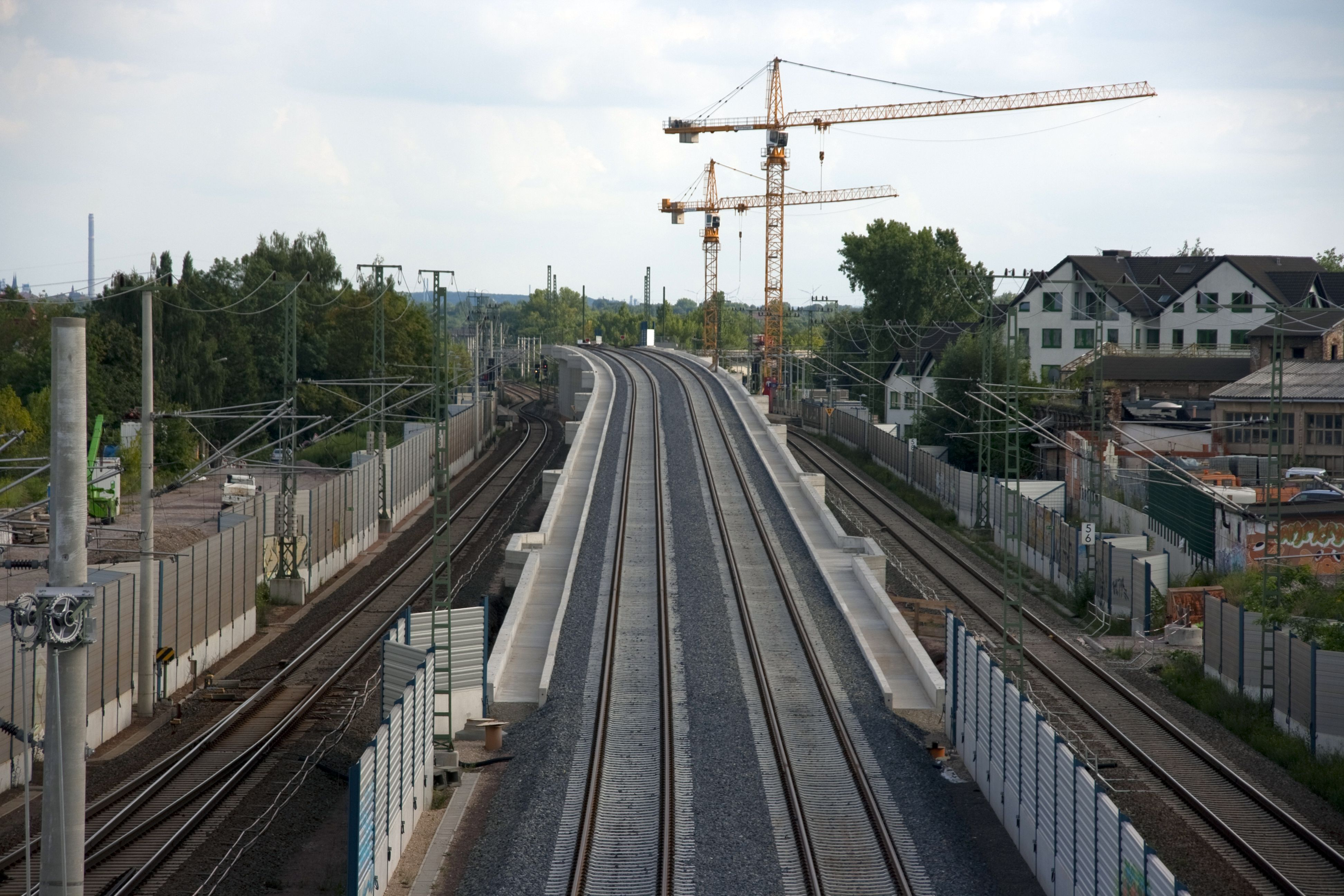
Niveaufreie Einmündung der Verbindungskurve von Abzw Planena im Bahnhof Halle-Ammendorf (August 2011)

Die Neubaustrecke quert südlich von Halle (Saale) die Auenlandschaft der Saale und der Weißen Elster mit mehreren Naturschutzgebieten, unter anderem ein FFH-Gebiet, ein Vogelschutzgebiet sowie eine Wasserschutzzone III des Wasserwerks Beesen. Die Brückentrasse verläuft größtenteils parallel zu einer bereits vorhandenen Freileitung.
Die Brücke beginnt nördlich von Korbetha bei NBS-Kilometer 272,337 am Rattmannsdorfer See, den sie am südlichen Ufer teilweise überquert. Im Folgenden werden die Landesstraße 171 von Schkopau nach Hohenweiden und die Saale überspannt, bevor am Abzweig Planena bei NBS-Kilometer 274,384 der Streckenast nach Norden Richtung Halle ausgefädelt wird. Dies geschieht mit einem Überwerfungsbauwerk – einer 110 m langen Stabbogenbrücke – welches die Hauptstrecke in einer Höhe von 21 m über das Abzweiggleis Erfurt/Halle führt. Anschließend werden Richtung Leipzig die Steinlache, die Bundesstraße 91 und die parallel verlaufende Straßenbahnstrecke Halle-Ammendorf–Bad Dürrenberg, die Thüringer Bahn (Weißenfels–Halle), der Markgraben, die Weiße Elster, die Landesstraße 170 und die Bahnstrecke Ammendorf–Luppenau (Werkbahn der Mitteldeutschen Umwelt- und Entsorgungs GmbH) überquert sowie die Reide tangiert, ehe die Brücke bei NBS-Kilometer 278,802 nach 6465 m Länge nördlich von Döllnitz endet. Die abzweigende Brücke nach Halle ist 2112 m lang. Sie überspannt, ausgehend vom Abzweig Planena, unter anderem die Steinlache, das Wasserwerk Halle-Beesen, die B 91 und die parallel verlaufende Straßenbahnstrecke, die Stille Elster sowie die Weiße Elster und endet vor dem Bahnhof Halle-Ammendorf. Dort fädelt die Strecke mit einem anschließenden Überwerfungsbauwerk in die Thüringer Bahn aus Weißenfels ein.

## Konstruktion

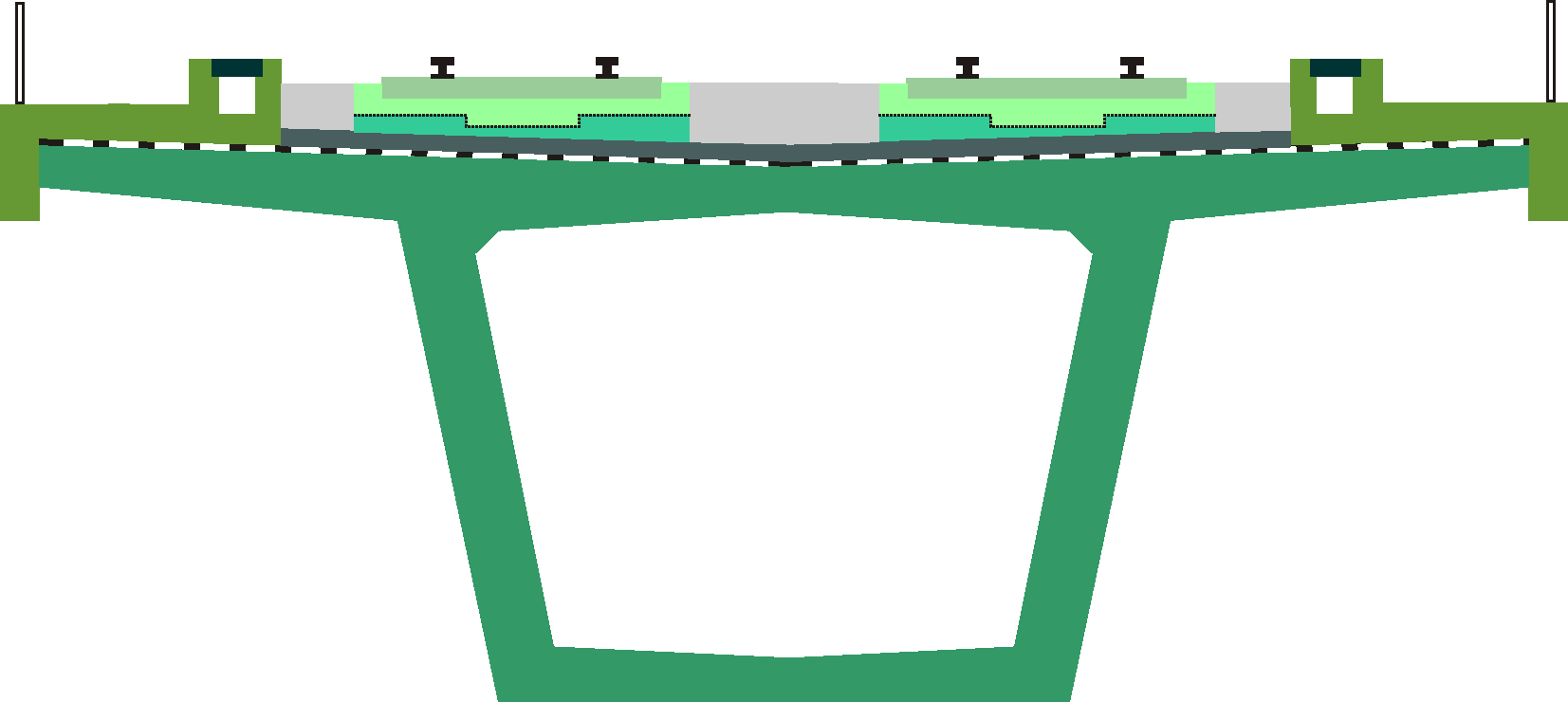
Regelquerschnitt Überbau

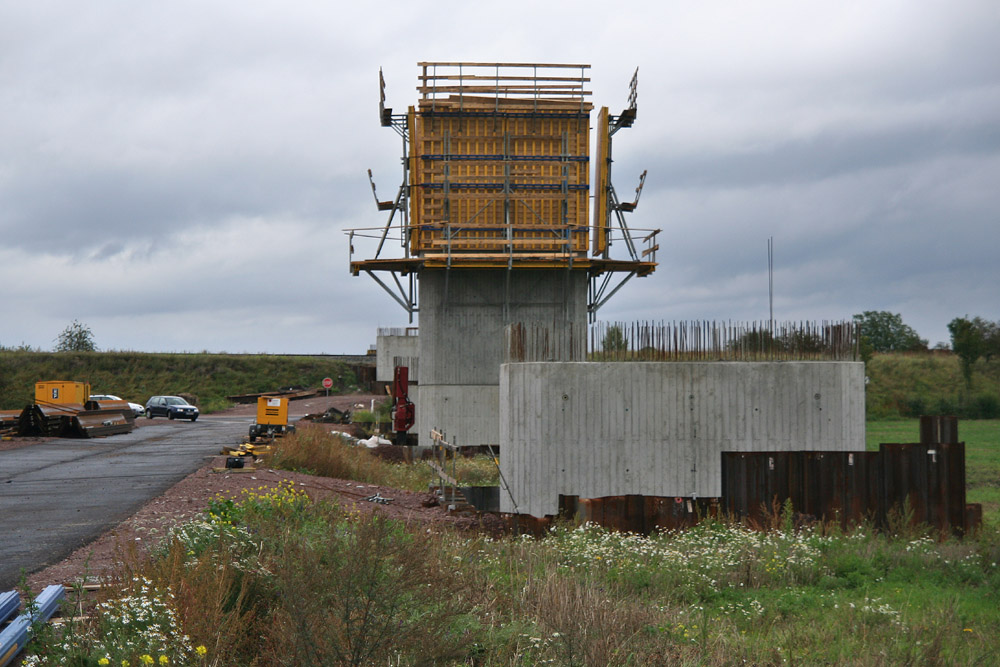
Errichtung der Brückenpfeiler Achse 128 und 129 nahe dem Widerlager Ost

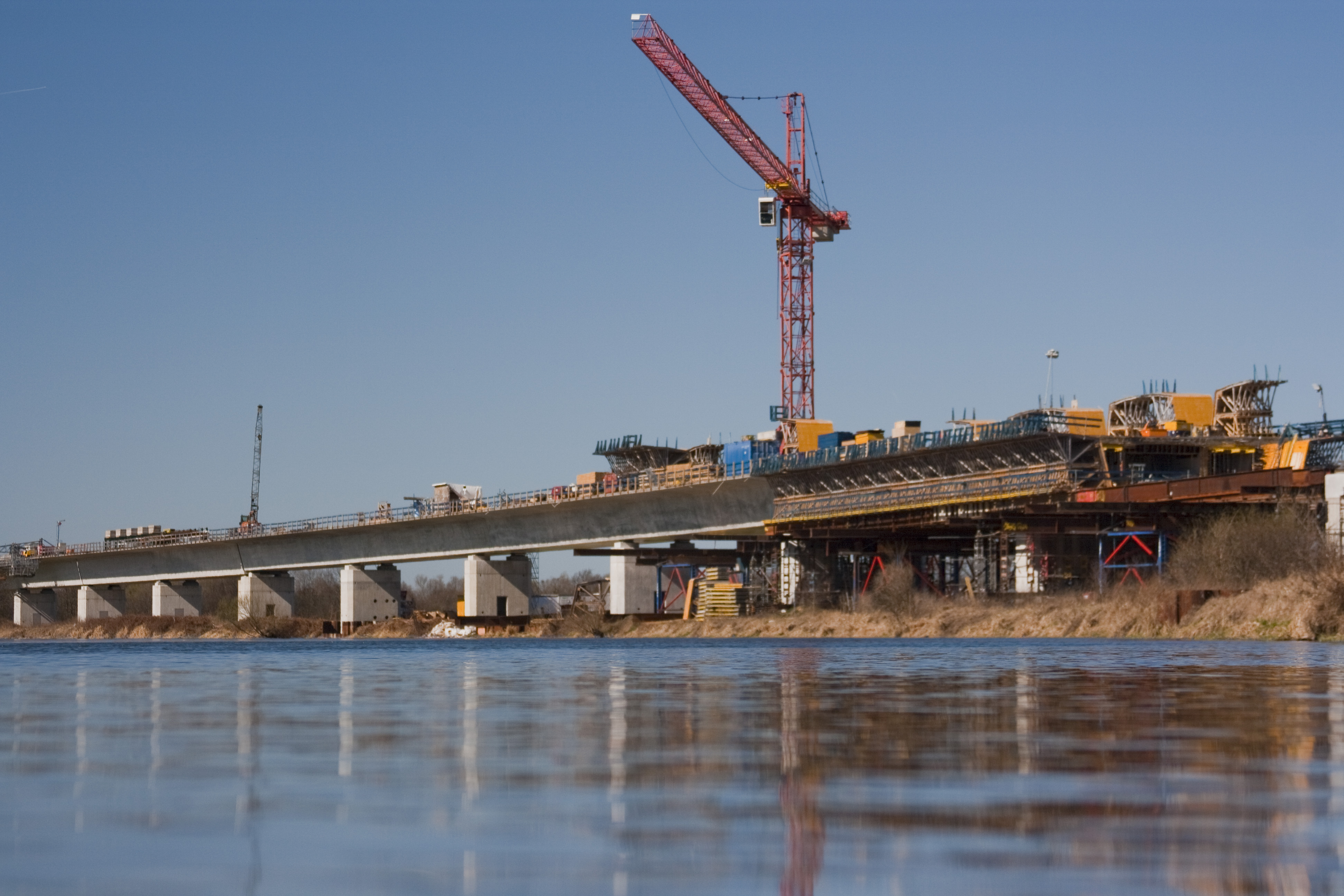
Saale-Elster-Talbrücke im Bereich der Saale, Achsen 41–49

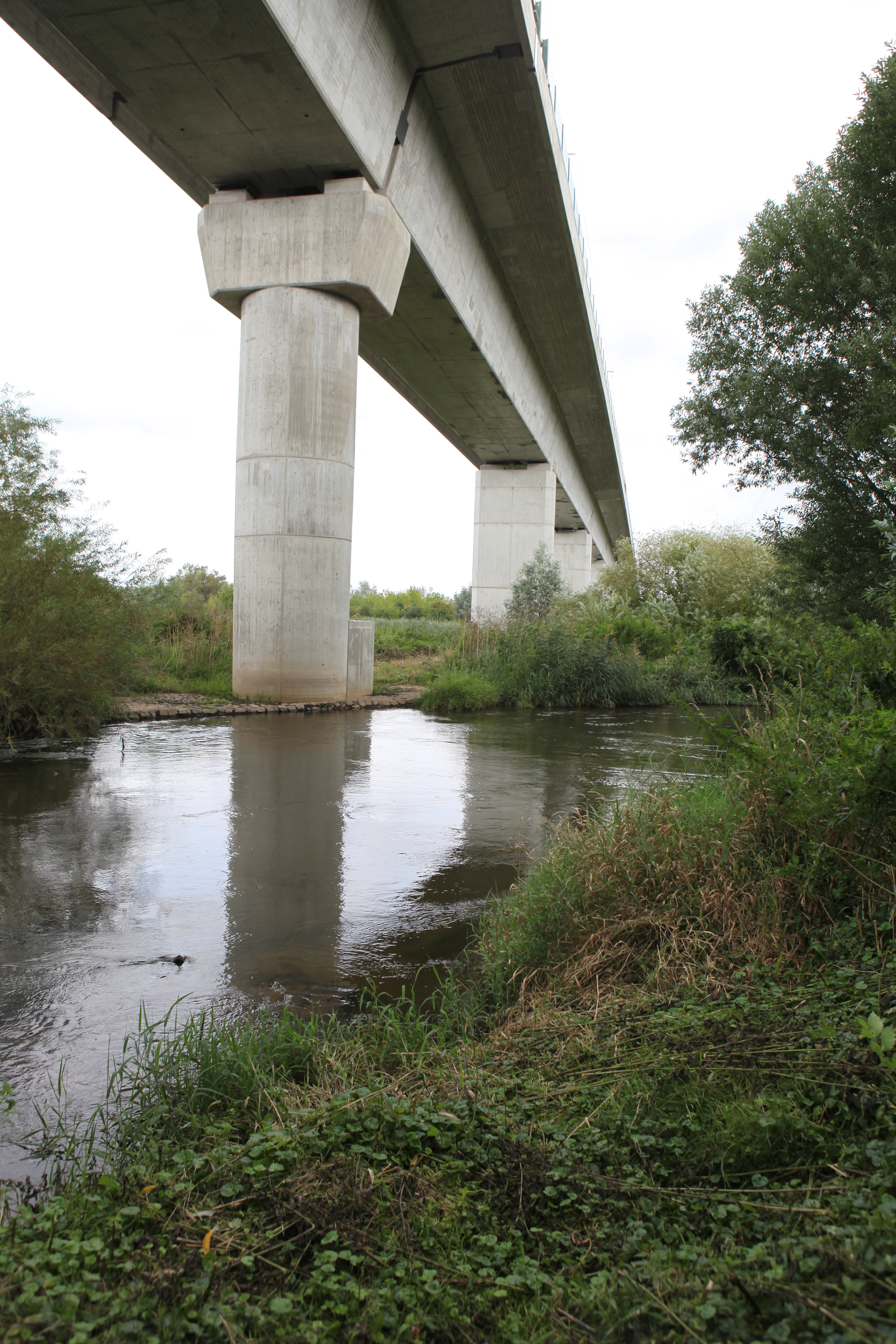
Brücke überspannt die Weiße Elster

Die Spannbetonbrücke hat 208 Pfeiler. Im Regelbereich besteht das Bauwerk aus einer Kette von Zweifeldträgern mit 4,0 m Konstruktionshöhe und einer Stützweite von 44 m. In Abschnitten mit längeren Spannweiten ist der gevoutete Dreifeldträger das Bauwerkssystem in Längsrichtung, im Überwerfungsbereich eine stählerne Stabbogenbrücke. Im Regelquerschnitt besteht der gemeinsame Überbau beider Streckengleise aus einem einzelligen, 13,9 m breiten Stahlbetonhohlkasten mit geneigten Stegen, in Längsrichtung vorgespannt. In einer mittleren Höhe von 15 m verlaufend ist die Brücke aufgrund der breiten Pfeiler, der engen Pfeilerstellung und des hohen Überbaus eine wenig filigrane Konstruktion.
Die durchgehende Hauptbrücke ist zweigleisig und hat eine Länge von 6465 Meter, die sich aus 143 Stützweiten mit Längen von 26×44 m – 62 m – 68 m – 62 m – 33×44 m – 43 m – 115 m – 43 m – 7×44 m – 53 m – 70 m – 53 m – 29×44 m – 48 m – 6×40 m – 19×44 m – 60 m – 48 m – 11×44 m zusammensetzt. Die abzweigende Brückenkonstruktion des Streckengleises Erfurt–Halle hat eine Länge von 2149 m, beim Gegengleis ist sie 9 m kürzer. Sie besteht im Ausfädelungsbereich aus zwei eingleisigen, 8,9 m breiten Überbauten, die sich aus 22 Feldern mit Längen von je 44 m bzw. mit Längen von 20×44 m – 35 m – 44 m zusammensetzen. Der anschließende Streckenteil hat einen zweigleisigen, 13,4 m breiten Überbau von 1181 m Länge, der aus 27 Feldern mit Längen von 26×44 m – 37 m besteht.
Die Pfeiler haben im Regelfall einen rechteckigen Stahlbetonhohlquerschnitt mit gebrochenen Ecken. Bei einer Wanddicke von 30 cm beträgt die Länge in Brückenquerrichtung 6,0 m und die Breite 2,7 m bei Festpfeilern, wo nur eine Lagerreihe vorhanden ist, und 3,5 m bei Trennpfeilern mit zwei Lagerreihen. Die Pfeiler werden in einem wasserdichten Spundwandkasten flachgegründet, wobei die Spundwände und die Stahlbetonfundamente kraftschlüssig miteinander verbunden sind und somit das Tragverhalten einer Tiefgründung vorhanden ist. Dadurch ist auch eine Verunreinigung des Grundwassers ausgeschlossen. Die Spundwände müssen hinreichend hoch sein, um beim Bau der Fundamente bei Hochwasser nicht überflutet zu werden.
Die stählerne Stabbogenbrücke im Überwerfungsbereich ist 110 m lang, beidseits schließen sich jeweils 2,5 m lange Übergangskonstruktionen an. Sie ist zweigleisig und wiegt insgesamt 1420 t.
Bei dem Hauptbauwerk beträgt die Entwurfsgeschwindigkeit 300 km/h mit einem Gleisabstand von 4,5 m, das Abzweigbauwerk wird für 160 km/h mit einem Gleisabstand von 4,0 m ausgelegt. Auch die Einführung im Bereich von Ammendorf ist für 160 km/h ausgelegt.
Als Oberbau ist eine Feste Fahrbahn vorgesehen, die von Straßenfahrzeugen befahrbar ist. Die Straßenzufahrt am nördlichen Widerlager in Halle-Ammendorf soll über eine noch zu erstellende vierfeldrige, 64 m lange Stahlbetonbrücke erfolgen.
Beidseitige Schallschutzwände mit 2,4 m Höhe sind für das Abzweigbauwerk vor Ammendorf auf einer Länge von 213 m vorgesehen, bei dem Hauptbauwerk sind es mehr als 50 % der Länge.

## Geschichte

### Planung
Ein Teilgebiet der Saale-Elster-Aue wurde wegen seiner Größe, der periodisch eintretenden Überschwemmungen und der damit verbundenen großen Artenvielfalt im September 1992 im Sinne des Landesnaturschutzgesetzes Sachsen-Anhalt zunächst vorläufig unter Naturschutz gestellt und 1998 als Naturschutzgebiet „Saale-Elster-Aue bei Halle“ ausgewiesen.
Die Querung der Saale-Elster-Aue war bereits in der Anfang 1993 vorliegenden Variante 1 der Neubaustrecke vorgesehen, die als Vorzugsvariante für den Bundesverkehrswegeplan 1992 und das Raumordnungsverfahren angemeldet worden war. Im Fokus der ökologischen Belastungen stand dabei die Bauphase, da laut Angaben der Planungsgesellschaft Bahnbau Deutsche Einheit in der Betriebsphase eine freie ökologische Austauschbarkeit gewährleistet würde. Verschiedene Vorschädigungen des Gebietes seien durch Infrarotaufnahmen erkundet worden, während die eigentlichen Biotope von dem Bauwerk nicht berührt würden. Umweltverbände kritisierten dagegen die Querung eines der größten und bedeutendsten Flussauen-Naturschutzgebiete in Deutschland und eines der größten zusammenhängenden Schilfgebiete Sachsen-Anhalts. Auf einer Fläche von etwa 800 ha seien frühere Einzelschutzgebiete (Kollenbeyer Holz, Döllnitzer Schilf und Burgholz) zusammengewachsen. Laut einem Gutachten des Nürnberger Planungsbüros Grebe sei die Aue (Stand: 1993) Lebensraum für 99 Brutvogelarten. Durch die Brücke würde dieses Gebiet in seiner Kernzone in zwei Bereiche zerschnitten.
In den übrigen vier Varianten war die Brücke nicht vorgesehen. Kleinräumige Alternativen zu der Brücke, die unter anderem von der Stadt Halle vorgeschlagen worden, hätten sich nach Angaben der Vorhabenträgerin unter Abwägung aller Faktoren als ungünstiger als die Variante 1 erwiesen.
Nach dem Planungsstand von 1994 sollte das Bauwerk rund 6,1 km lang sein und bis zu 22 m über dem Gelände liegen. Dabei war bereits eine teilweise Vor-Kopf-Bauweise mit einem Regelabstand von 44 m vorgesehen. Mitte 1994 wurde das Bauwerk mit 410 Millionen D-Mark netto kalkuliert. Weitere 37 Millionen D-Mark (netto) sollten auf die technische Ausrüstung entfallen.
Nach dem Planungsstand von Mitte 1995 sollte das nun 6465 m lange und bis zu 25 m hohe Neubaustreckenbauwerk zwischen den Baukilometern 81,21 und 87,68 liegen. Im Südteil der Brücke sollte ein Gleiswechsel (vier Weichen) zwischen den beiden Streckengleisen eingerichtet werden. Die Ausfädelung des Abzweigs Planena (Richtung Halle) war beim Kilometer 83,25 geplant. Nördlich sollte sich – beim Kilometer 90,0 – die Überleitstelle Osendorf anschließen. Die Abzweigung nach Halle sollte 2112 m lang und bis zu 20 m hoch werden.
Das Bauwerk ist Teil des Planfeststellungsabschnitts 2.5 der Neubaustrecke. Südlich von Halle wurden 16 Varianten erwogen. Der Planfeststellungsbeschluss für diesen Abschnitt wurde am 25. Juni 1996 erlassen. Nach dem Planungsstand von 1997 war für den Abschnitt zwischen der Einfädelung bei Schkopau und Halle ein Ausbau auf 200 km/h vorgesehen.
Nach der Planfeststellung wurde das Projekt aufgrund fehlender Finanzierung zunächst nicht umgesetzt. Die Entwurfsplanung wurde 2004 den damals geltenden Richtlinien und Normen weitgehend angepasst.
Im September 2014 beantragte die Deutsche Bahn im Rahmen der 10. Planänderung im Abschnitt 2.5, die geplante Überleitstelle Planena entfallen zu lassen.
Der Bau des Planfeststellungsabschnitts 2.5, zu dem die Brücke gehört, wurde Mitte 2006 für 130 Millionen Euro (ohne Mehrwertsteuer) vergeben. Im Juli 2016 lagen die Kosten, einschließlich Preissteigerungen, bei 222 Millionen Euro (ohne Mehrwertsteuer).

### Bau

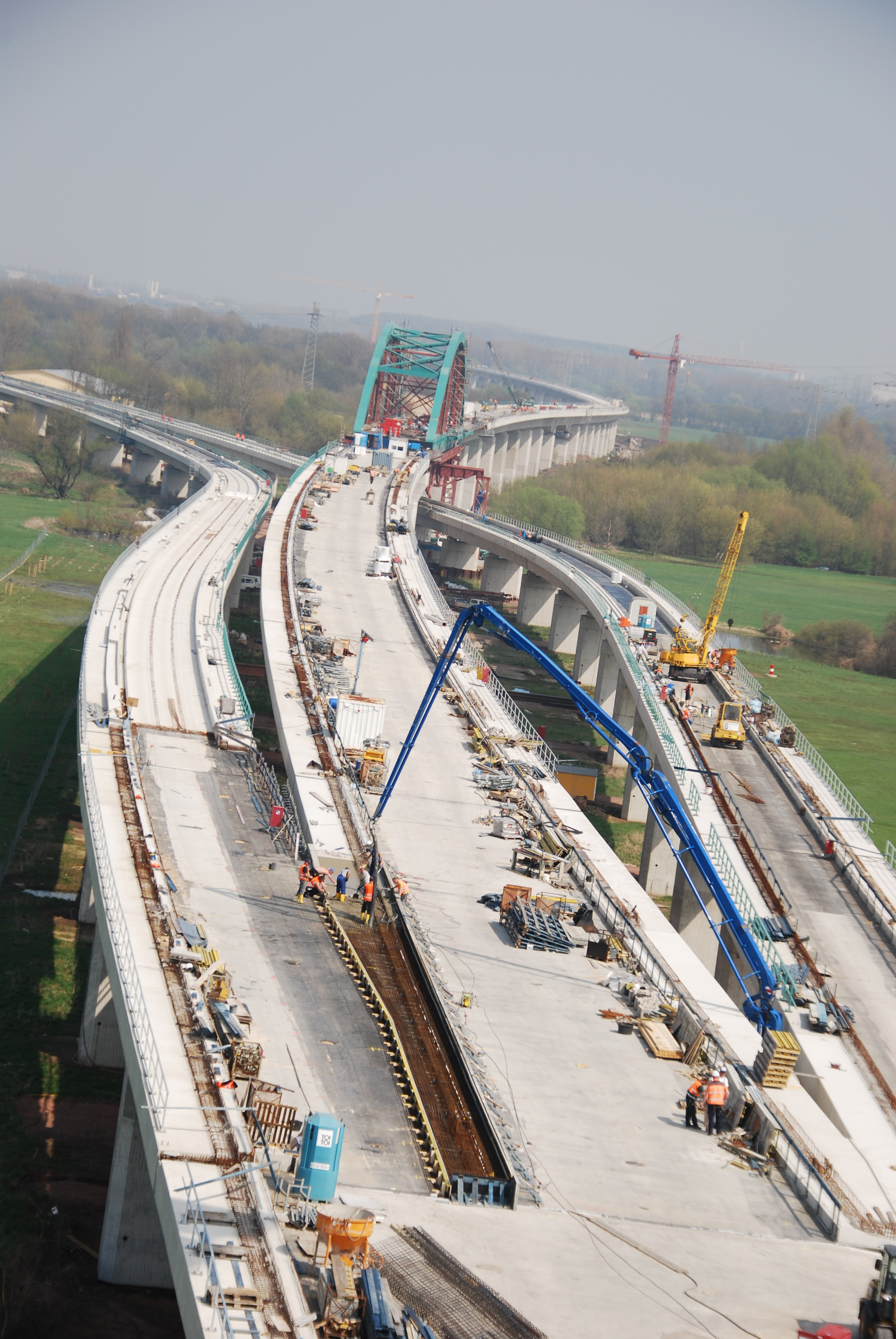
Abzw Planena im Bau

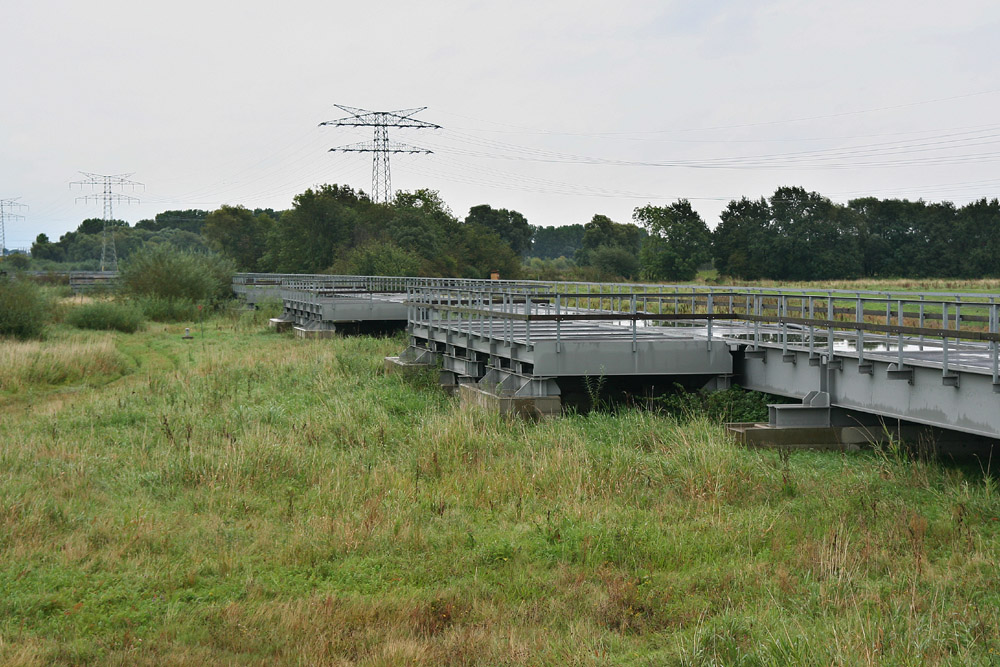
Aufgeständerte Baustraße im Bereich des Naturschutzgebietes

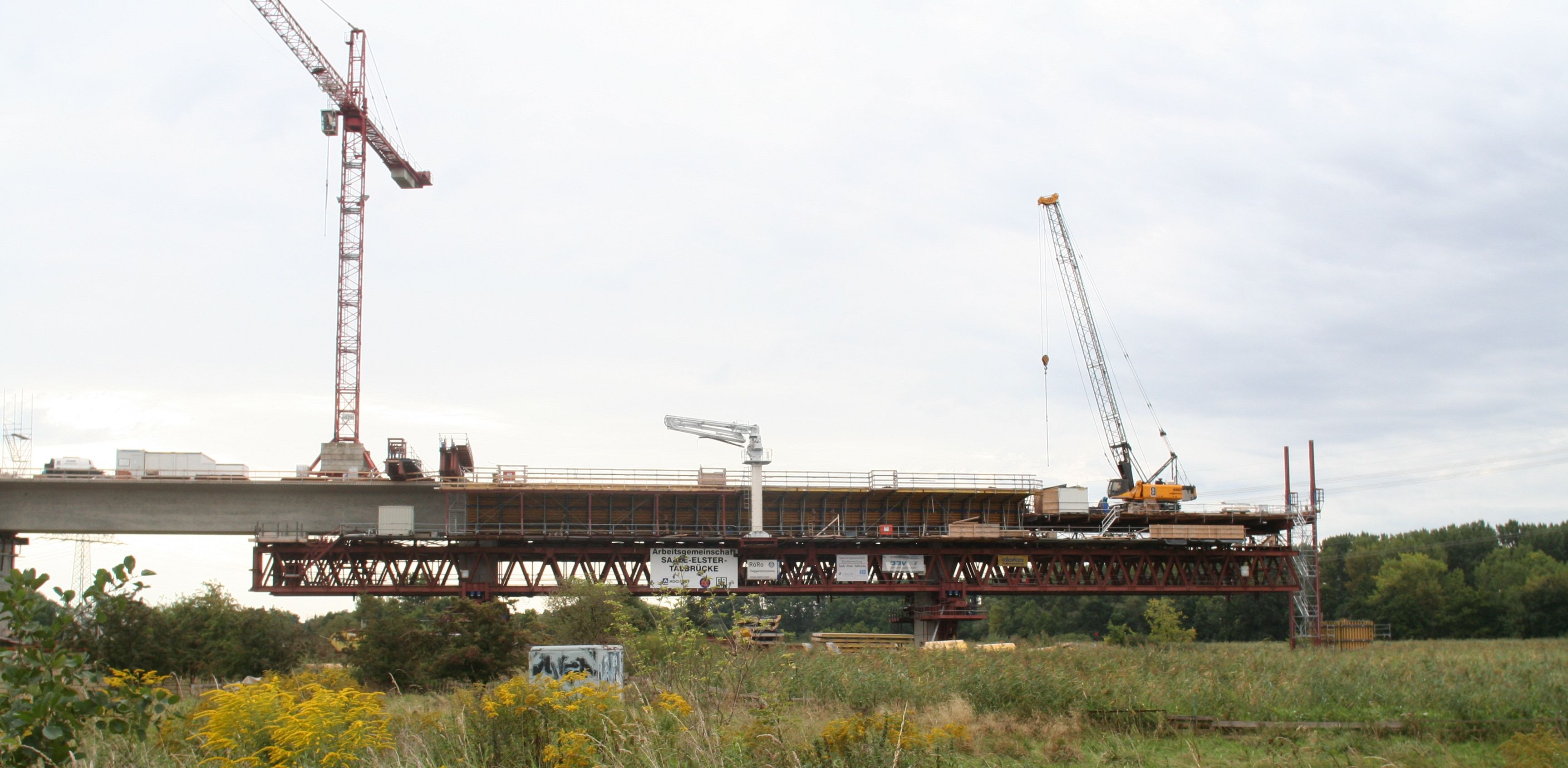
Vorschubrüstung für Vor-Kopf-Bauweise

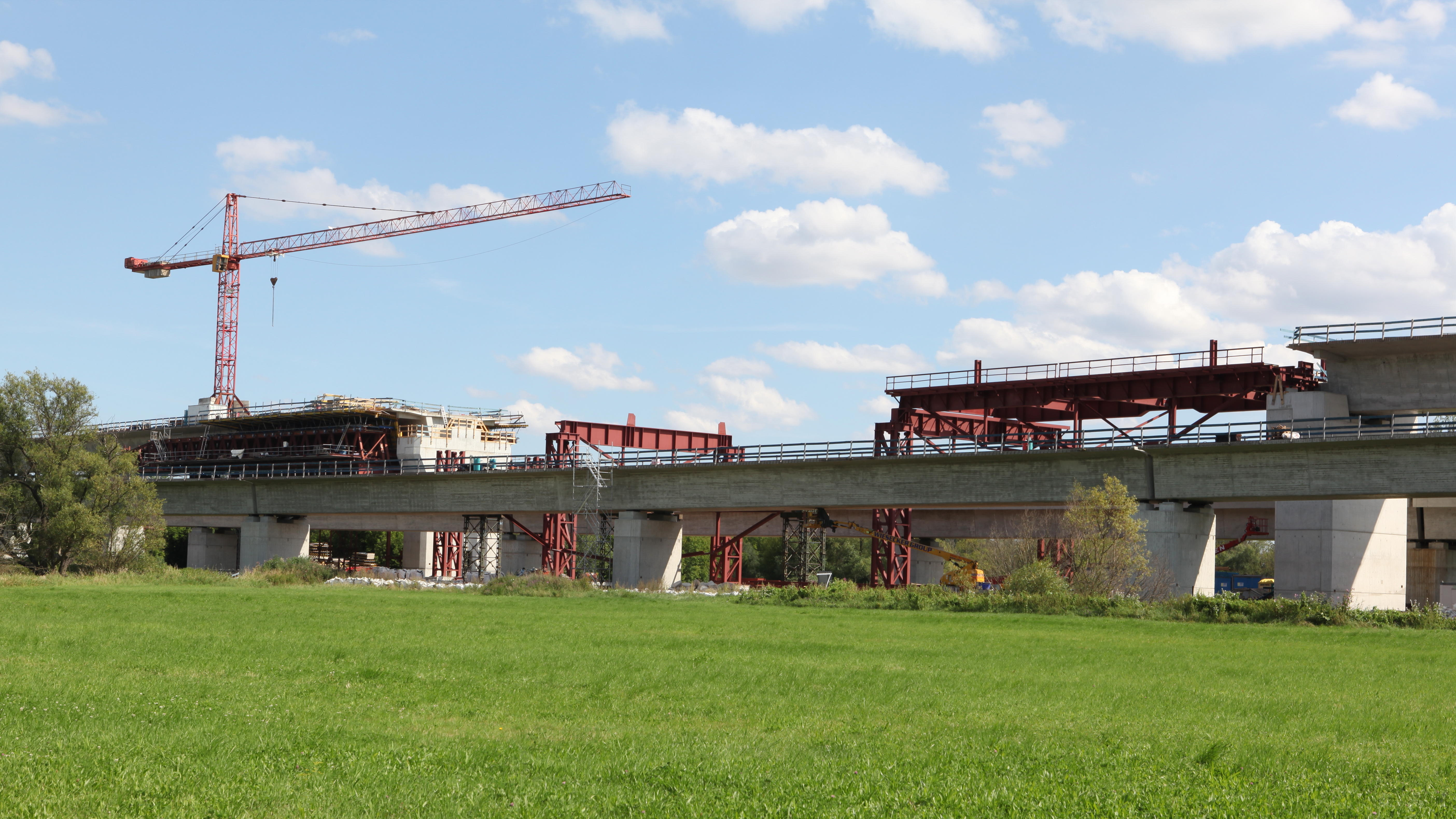
Montage Hilfskonstruktion für Stabbogenbrücke

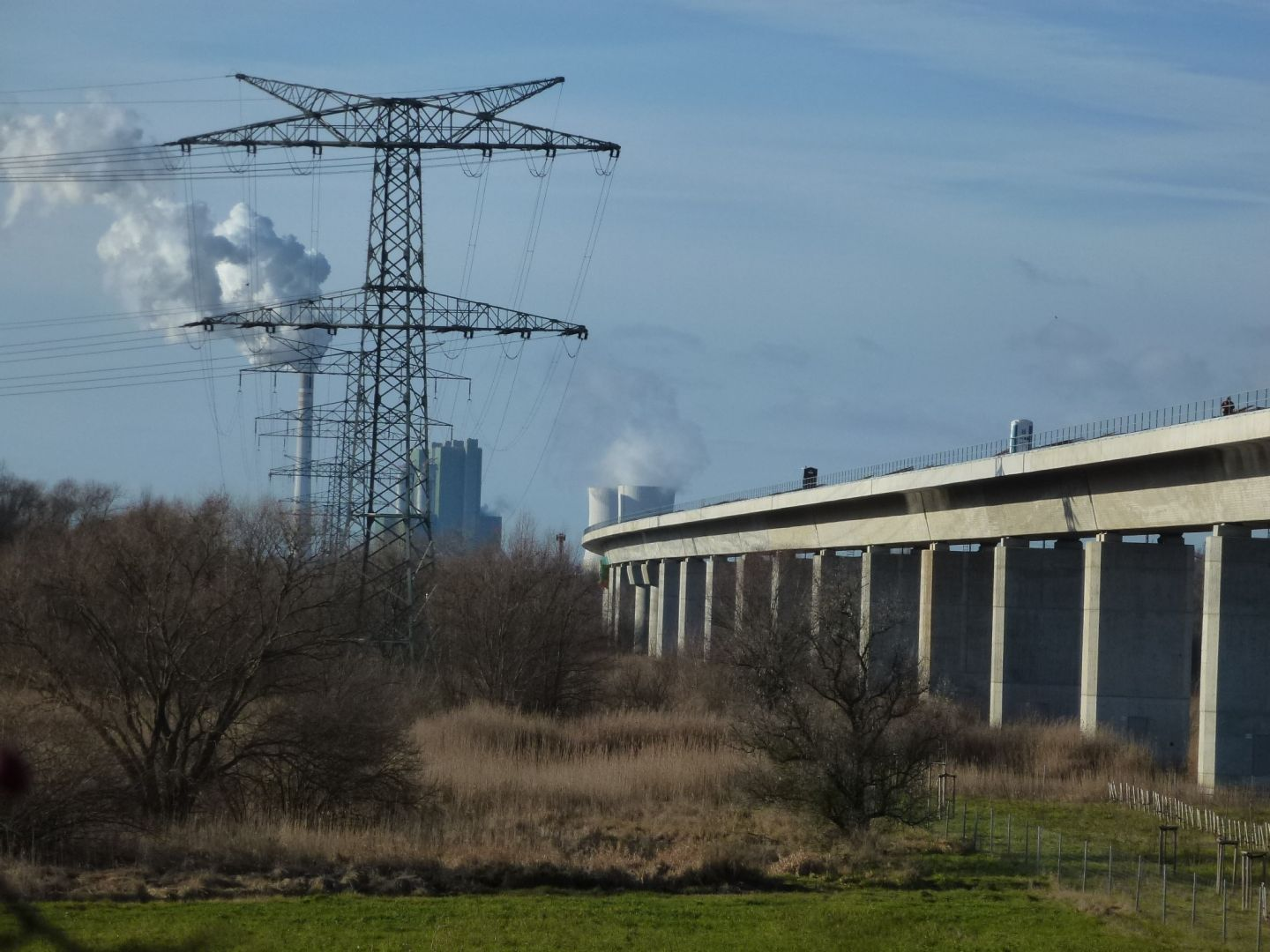
Südlich von Osendorf mit Blick auf das Kraftwerk Schkopau

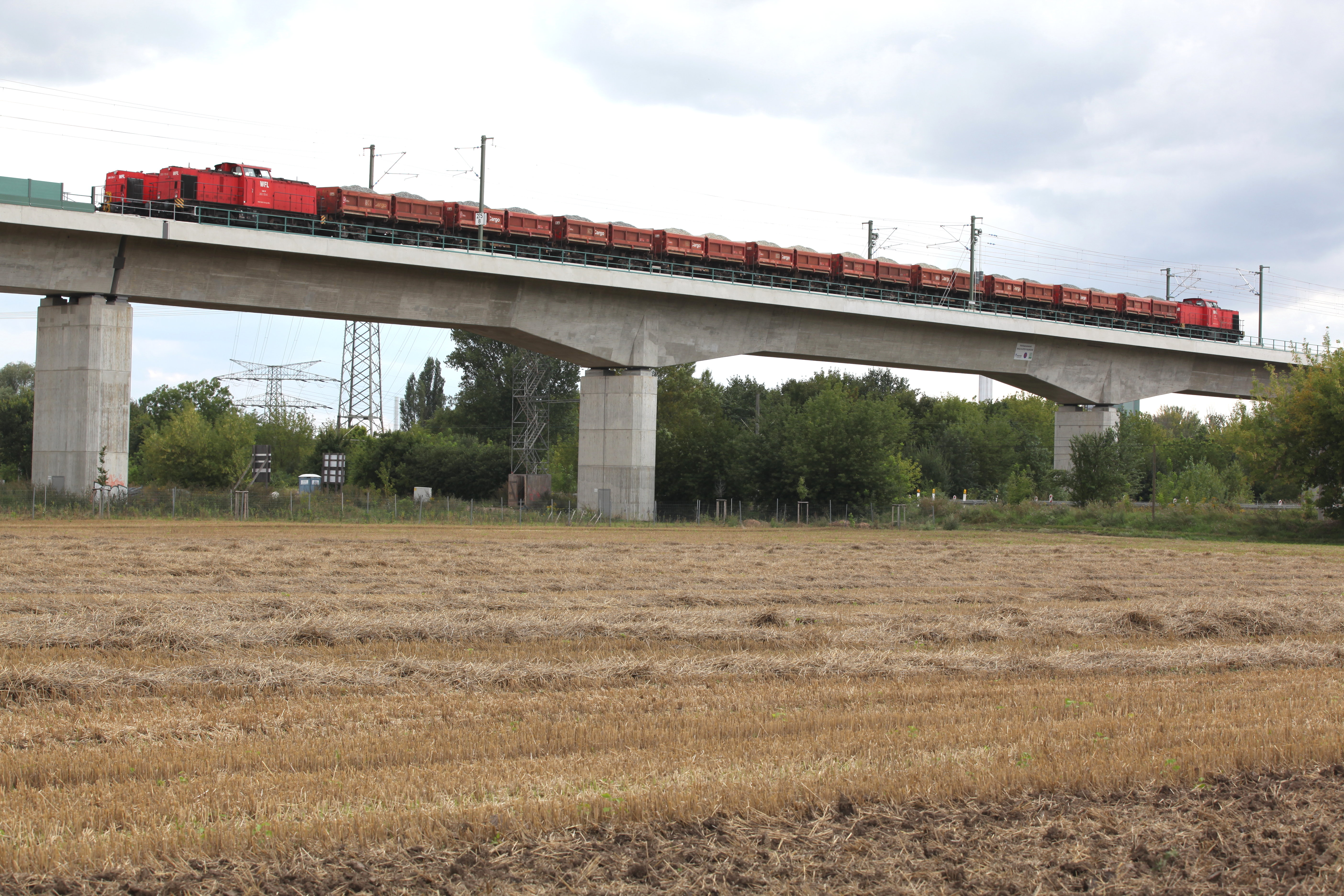
Belastungszüge (August 2014)

Die Herstellung des Überbaus erfolgte im Regelfall mit einer Vorschubrüstung, wobei bis zu sieben Einheiten zum Einsatz kamen, beim Abzweigbauwerk sowie der Kreuzung mit der Bundesstraße 91 und der Saale kamen stationäre Lehrgerüste zur Anwendung. Die Brücke errichtete eine Arbeitsgemeinschaft (Arge) der drei Bauunternehmen Hochtief, Gerdrum und Breuer sowie Adam Hörnig.
Da in zwei Abschnitten keine Baustellenzufahrt zulässig ist, wurde die Hauptbrücke im Bereich der Weißen Elster über 16 Felder auf eine Länge von 704 m sehr aufwendig mit einer so genannten Vor-Kopf-Bauweise errichtet. Dabei wurden ab NBS-Kilometer 277,4 feldweise zuerst Spundwandkasten, Flachgründung und Pfeiler von einer auskragenden Arbeitsplattform hergestellt und dann der Überbau. Diese Bauweise kam hier erstmals in Deutschland zum Einsatz. Die Brückenabschnitte wurden im Fünf-Wochen-Takt im Normalschichtbetrieb errichtet, der Verschub der Rüstungen für die Kopfbauweise dauerte sieben Arbeitstage. Das Gerüst hatte eine Länge von 99,4 m. Der erste wieder in konventioneller Bauweise erstellte Pfeiler liegt bei Koordinate 51° 24′ 58″ N, 12° 0′ 51,8″ O. Im davor liegenden Abschnitt in der Wasserschutzzone wurde vorab eine 816 m lange 1,5 m hoch aufgeständerte Baustraße mit einem separaten Entwässerungssystem errichtet (zwischen den Koordinaten 51° 24′ 41,9″ N, 11° 59′ 37,9″ O und 51° 24′ 49″ N, 12° 0′ 18,4″ O). Bei der Abzweigbrücke war die Vor-Kopf-Bauweise für die letzten 390 m im Bereich der Weißen Elster vor dem Widerlager Halle vorgesehen.
Insgesamt wurden für den gesamten Brückenbau rund 190.000 m³ Beton verarbeitet.
Im Vogelschutzgebiet musste während der Brutzeit jeweils im Frühjahr die Bautätigkeit für mehrere Monate ruhen.
Im westlichen Brückenabschnitt stehen sieben Pfeiler im rund 5 m tiefen Rattmannsdorfer See. Dazu wurde im ersten Arbeitsschritt von einem Stelzenponton aus ein Spundwandkasten mit Grundrissabmessungen von 8 m×10 m errichtet. Im zweiten Schritt erfolgte der Aushub, anschließend der Einbau von Zugpfählen zur Auftriebssicherung und abschließend das Betonieren der 1,5 m dicken Unterwasserbetonsohle. Der Boden in den Spundwandkästen zeigte beim Aushub Verunreinigungen durch Quecksilber. Die Entsorgung bedingte einen hohen Aufwand, insbesondere bei der Arbeitssicherheit.
Am 3. März 2010 um 10:25 Uhr stürzte im Bereich des Döllnitzer Schilfs die östliche Vorschubrüstung für die Vor-Kopf-Bauweise mit dem Rammbagger auf der Arbeitsplattform beim planmäßigen Vorschub ein. Neun Bauarbeiter wurden dabei verletzt. Die Bauarbeiten wurden Anfang Mai 2010 wieder aufgenommen. Zunächst wurde die abgestürzte Stahlkonstruktion geborgen. Durch den Unfall kam es in dem betroffenen Abschnitt zu einer Verzögerung von etwa 18 Monaten. Durch einen veränderten Bauablauf des gesamten Brückenprojekts konnte der Verzug unter erhöhten Kosten teilweise wieder aufgeholt werden.
Am 29. Juni 2010 kam es zu einem weiteren Unfall, als beim Bau von Spundwänden ein 60 Tonnen schwerer Raupenkran umstürzte. Der Kranführer wurde dabei verletzt.
Zwischen dem 4. Juli und 1. August 2010 wurde die über die Brücke führende Neubaustrecke im Rahmen einer Vollsperrung in den Bahnhof Halle-Ammendorf eingebunden. Insgesamt wurden dabei 1145 m Gleis und neun Weichen eingebaut. Während Hochwassern in den Jahren 2011 bis 2013 wurden die Bauarbeiten unterbrochen.
Am 15. Mai 2012 konnte die Betonage des letzten Pfeilers der Saale-Elster-Talbrücke gefeiert werden. Der Trennpfeiler steht am Abzweig Planena und trägt später auf der einen Seite die 110 m lange Stabbogenbrücke über die Ausfädelung des Streckenasts nach Halle. Insgesamt wurden für die Brücke 158.000 m³ Beton für die Über- und Unterbauten, 28.300 t Betonstahl sowie 13.000 t Spundbohlen verbaut.
Im Sommer 2012 begann die Montage der Stabbogenbrücke. Hierzu wurde vorab eine Hilfskonstruktion am Einbauort errichtet, auf der die vorgefertigten Elemente zusammengesetzt werden. Diese wurden mit mehreren Schwertransporten bis Ende 2012 angeliefert und teilweise mittels eines 1200-Tonnen-Mobilkrans eingehoben.
Am 16. Oktober 2012 wurde die letzte Lücke des Betonüberbaus feierlich geschlossen, sodass zum endgültigen Lückenschluss zwischen den Widerlagern Erfurt und Leipzig lediglich noch die Fertigstellung der stählernen Stabbogenbrücke fehlte. Am 21. Juni 2013 wurde als symbolischer Abschluss der Rohbauarbeiten feierlich die letzte Schweißnaht der Bogenbrücke gezogen. An einem Brückentag besuchten Ende Juli 2013 nach Bahnangaben über 3000 Menschen das Bauwerk.
Im August 2013 begann der Einbau der Festen Fahrbahn. Im Juni 2015 wurde bekannt, dass für die auf der Saale-Elster-Talbrücke und mehreren weiteren Brücken verlegte Feste Fahrbahn keine Bauartzulassung vorliegt und das Eisenbahn-Bundesamt deshalb den Nachweis der gleichwertigen Sicherheit verlangt.
Die Brücke wird an mehreren hundert Messstellen überwacht.
Am 17. August 2014 befuhren zwei etwa 145 Meter lange Güterzüge, bestehend aus je zehn mit Schotter beladenen offenen Schüttgutwagen mit je vier Achsen und 22,5 t Achslast sowie Diesellokomotiven an den Zugenden, öfter das Bauwerk. Die Züge simulierten für Messungen am Bauwerk das Belastungsbild UIC 71 mit einer Belastung von 80 kN pro Meter.
Am 9. Mai 2015 fand eine Großübung mit 650 Teilnehmern und 13 Hilfsorganisationen auf der Brücke statt.

### Inbetriebnahme
Der reguläre Betrieb wurde zum Fahrplanwechsel am 13. Dezember 2015 aufgenommen.

### Betrieb

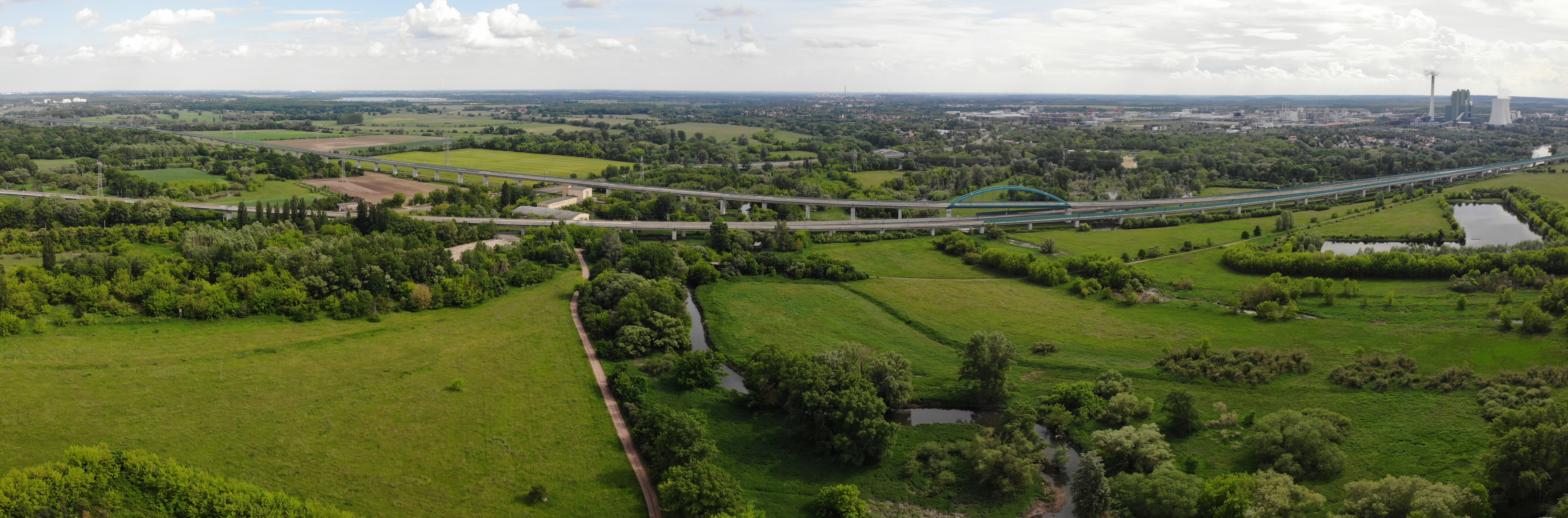
Panorama der Abzweigung bei Planena

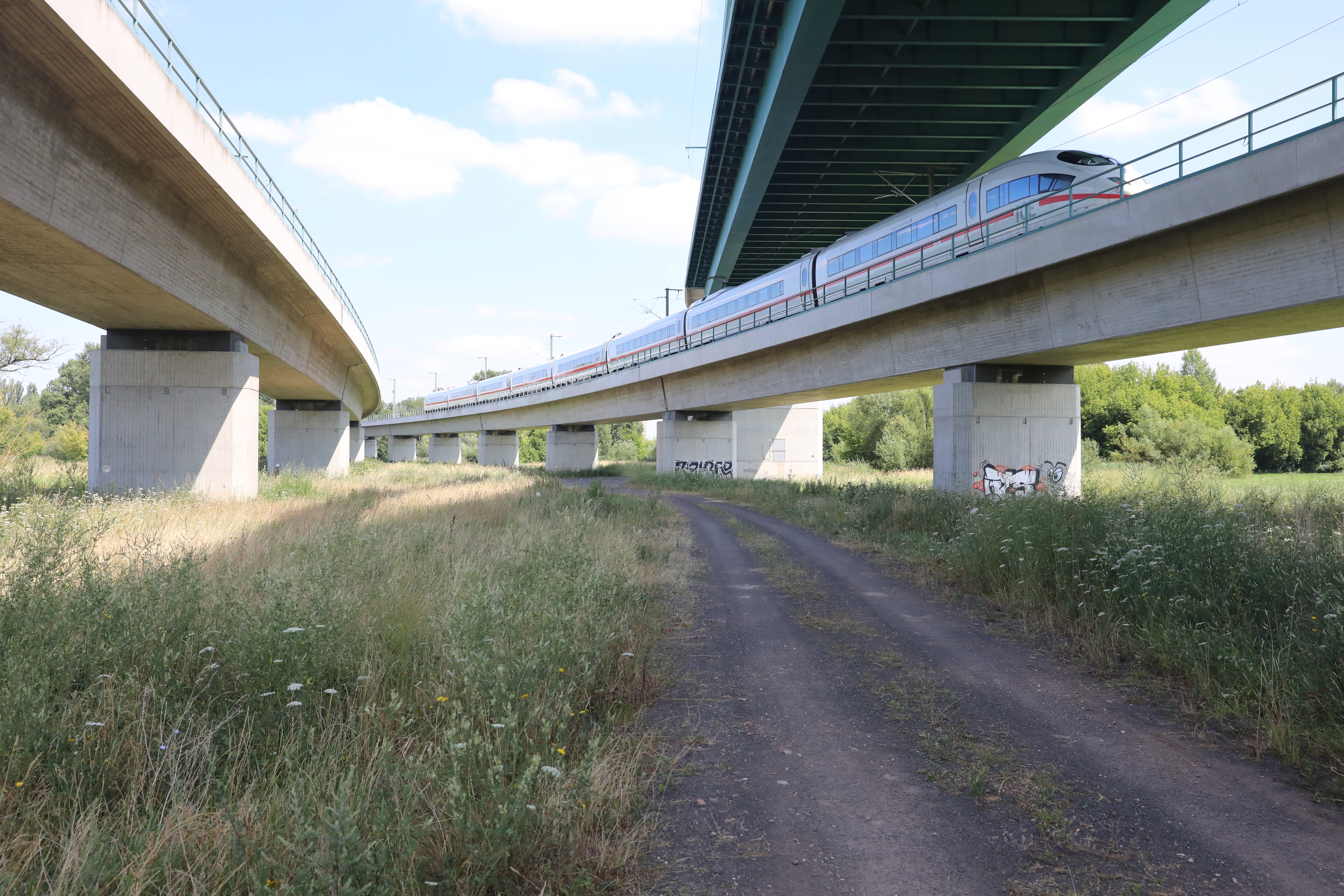
Verzweigung bei Planena

Im Oktober 2016 beantragte die Deutsche Bahn den Bau zweier Rettungsplätze im westlichen und östlichen Bereich der Brücke.